# 重慶市郊鉄道江跳線
重慶市郊鉄道江跳線（じゅうけいしこうてつどうこうちょうせん、中文表記: 重庆市郊铁路江跳线）は、中華人民共和国重慶市大渡口区の跳磴駅と同市江津区の聖泉寺駅を結ぶ、全長26.3kmの都市郊外鉄道路線。この鉄道は、交流と直流の「デュアルフロー方式」を採用した中国初の軌道路線である。
江跳線は当初重慶軌道交通5号線の延長線として構想されていたが、運行後の公式路線図や時刻表は5号線とは別に記載されていた。 重慶軌道交通の公式新浪微博アカウントでは、「江跳線は別線であり、路線の色は5号線の水色よりも少し暗い」と述べた。

## 沿革
- 2007年7月：重慶市人民政府が「重慶市都市区軌道交通詳細計画」を発表した。計画中の5号線は跳磴から江津までの区間が計画されているが、現在とは路線が異なる。
- 2014年10月：江跳線の実現可能性レポートが発表された[5]。
- 2015年
  - 5月：江跳線の投資が完了した[6]。
  - 6月10日：江跳線の建設が開始された[7]。
- 2022年
  - 3月11日：江跳線が着工し、プロジェクトの承認を通過した[8]。
  - 3月15日：乗客なしでの試験運転を開始[9]。
  - 8月6日：跳磴駅 - 聖泉寺駅間が開業[10]。

## 駅一覧
- 駅番号の色及び駅名欄の背景色が■で、駅名が斜体字で表示されている駅は未開業の駅であることを表す。

| 駅番号  | 駅名       | 駅名         | 駅名                                | 駅間キロ (km) | 累計 キロ (km) | 接続路線・備考            | 所在地 | 所在地   |
| 駅番号  | 日本語     | 簡体字中国語 | 英語                                | 駅間キロ (km) | 累計 キロ (km) | 接続路線・備考            | 所在地 | 所在地   |
| ------- | ---------- | ------------ | ----------------------------------- | ------------- | -------------- | ------------------------- | ------ | -------- |
| 江跳/01 | 跳磴駅     | 跳磴站       | Tiaodeng                            | -             | 0.0            | ■5号線 ■18号線（建設中）  | 重慶市 | 九龍坡区 |
| 江跳/02 | 石林寺駅   | 石林寺站     | Shilinsi                            | 1.0           | 1.0            |                           | 重慶市 | 九龍坡区 |
| 江跳/03 | 九龍園駅   | 九龙园站     | Jiulongyuan                         | 7.4           | 8.3            | ■19号線（計画中）         | 重慶市 | 九龍坡区 |
| 江跳/04 | 双福駅     | 双福站       | Shuangfu                            | 4.3           | 12.7           |                           | 重慶市 | 江津区   |
| 江跳/05 | 享堂駅     | 享堂站       | Xiangtang                           | 5.3           | 18.0           |                           | 重慶市 | 江津区   |
| 江跳/06 | 江津高鉄駅 | 江津高铁站   | Jiangjin High-speed Railway Station | 4.4           | 22.4           | ■渝昆高速鉄道（江津北駅） | 重慶市 | 江津区   |
| 江跳/07 | 聖泉寺駅   | 圣泉寺站     | Shengquansi                         | 4.0           | 26.3           |                           | 重慶市 | 江津区   |
| 江跳/08 | 幾江駅     | 几江站       | Jijiang                             | 計画中        | 計画中         |                           | 重慶市 | 江津区   |
| 江跳/09 | 鼎山駅     | 鼎山站       | Dingshan                            | 計画中        | 計画中         | ■19号線（計画中）         | 重慶市 | 江津区   |